# Cam Gigandet
Cam Joslin Gigandet (Tacoma, 16 augustus 1982) is een Amerikaans acteur.
Na een gastrol in CSI: Crime Scene Investigation in 2003, kreeg Gigandet in 2004 de rol van Daniel Romalotti in de soapserie The Young and the Restless. Een jongere doelgroep kent hem wellicht (beter) als Kevin Volchok uit The O.C., waarin hij van 2005 tot en met 2006 te zien was.
Na een rol in de korte film Mistaken (2004), debuteerde Gigandet in 2007 in Who's Your Caddy? in zijn eerste avondvullende film. Een jaar later was hij een van de hoofdpersonages in Never Back Down, waarin hij als afgetraind vechtsporter Sean Faris het leven zuur maakt. Gigandet heeft in werkelijkheid een achtergrond in Krav Maga, wat hem hielp een MMA-vechter neer te zetten. Gigandet speelde in 2008 in de film Twilight het personage James.
Gigandet werd in april 2009 vader van dochter Everleigh Ray Gigandet, die hij kreeg met zijn vriendin Dominique Geisendorff.